# آرامگاه سید تاج‌الدین
بقعه سید تاج الدین مربوط به دوره قاجار است و در شهرستان لارستان، بخش بنارویه، دهستان بنارویه، شمال قبرستان روستای بختیارویه واقع شده و این اثر در تاریخ ۱۸ شهریور ۱۳۸۷ با شمارهٔ ثبت ۲۳۳۷۲ به‌عنوان یکی از آثار ملی ایران به ثبت رسیده است.